# Luis Aranaz Lliberri
Luis Aranaz Lliberri (Estella, 19 d'agost de 1914 - 12 d'abril de 1981) fou un futbolista navarrès de la dècada de 1940. Va ser internacional amb la selecció catalana i amb la selecció espanyola.

## Trajectòria
Jugava a la posició de mig centre. Va començar a destacar al CA Osasuna, club amb el qual debutà a primera divisió la temporada 1935-36. La Guerra Civil aturà la seva carrera i finalitzada la contesa retornà a defensar els colors de l'Osasuna, fins que l'any 1942 fou contractat pel CE Sabadell, club que pagà un traspàs de 25.000 pessetes pel jugador. Feu dues grans temporades, la segona a primera divisió, fet que va fer que el València CF intentés el seu fitxatge. Durant aquests anys arribà a disputar tres partits amb la selecció catalana. Però l'any 1944 va patir una doble fractura de tíbia i peroné, fet que l'apartà dels terrenys de joc gairebé un any. Retornà al Sabadell, on jugà fins al 1946, però el seu joc ja no tornà a ser el mateix. Va rebre el títol de fill adoptiu de la ciutat de Sabadell. La temporada 1946-47 encara jugà a Primera amb el Reial Múrcia CF. Posteriorment es retirà i exercí d'entrenador a equips com el CD Logroñés o el CA Osasuna.